# 樊骏
樊骏（1930年12月—2011年1月15日），原籍浙江镇海，出生于上海，中国社会科学院文学研究所研究员，中国社会科学院荣誉学部委员。1953年毕业于北京大学中文系。